# Coccophagus brethesi
Coccophagus brethesi is een vliesvleugelig insect uit de familie Aphelinidae. De wetenschappelijke naam is voor het eerst geldig gepubliceerd in 1967 door De Santis.